# Алькара-Лі-Фузі
Алькара-Лі-Фузі (італ. Alcara Li Fusi, сиц. Alcara Li Fusi) — муніципалітет в Італії, у регіоні Сицилія,  метрополійне місто Мессіна.
Алькара-Лі-Фузі розташована на відстані близько 470 км на південний схід від Рима, 120 км на схід від Палермо, 80 км на захід від Мессіни.
Населення — 2007 осіб (2014).

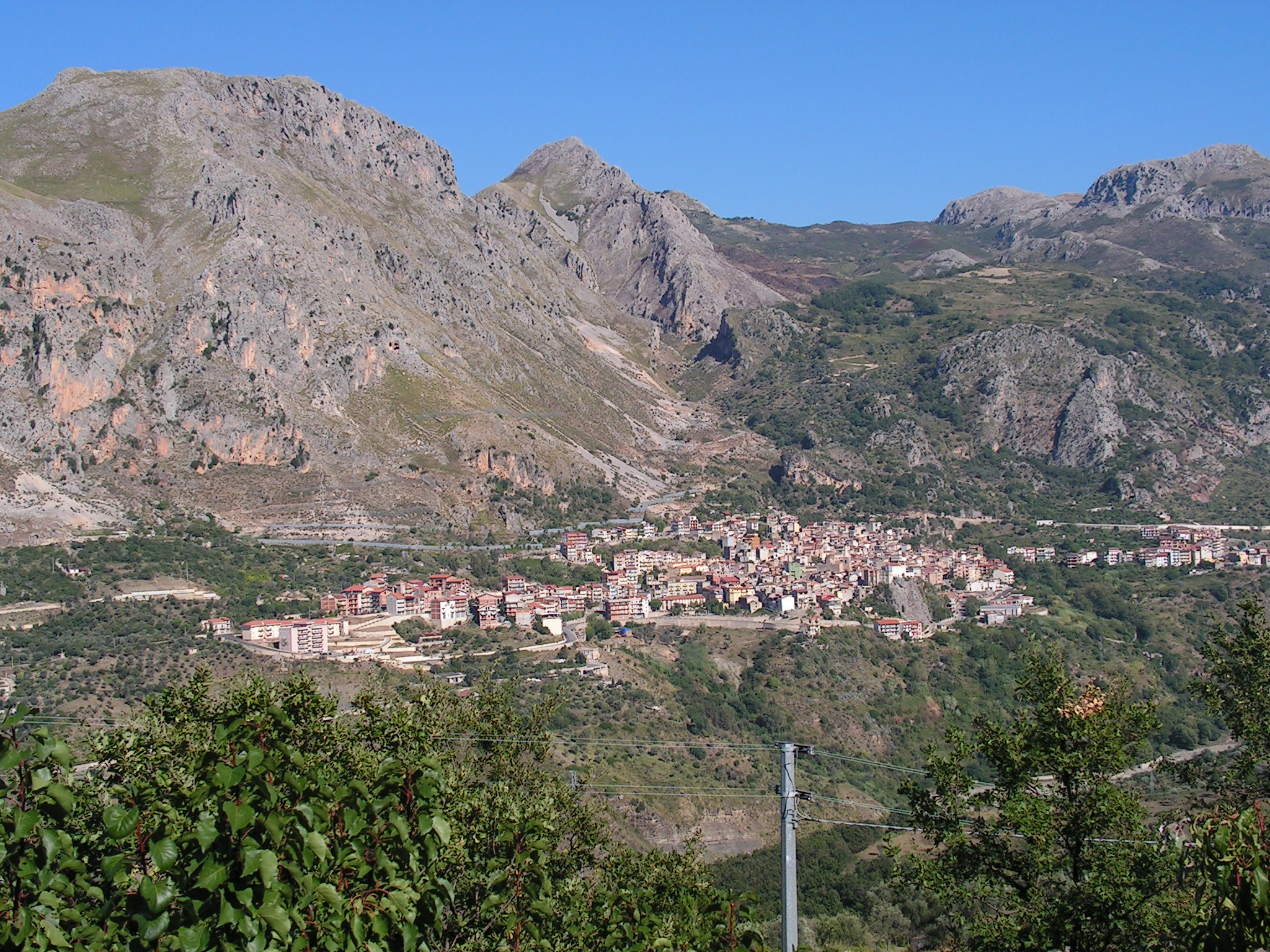

Щорічний фестиваль відбувається 3 травня, 17 серпня. Покровитель — святий Ніколо Політі.

## Демографія
Населення за роками:

Станом на 1 січня 2023 року в муніципалітеті офіційно проживали 23 іноземці з 5 країн, серед них 16 громадян країн Євросоюзу.

## Сусідні муніципалітети
- Чезаро
- Лонджі
- Мілітелло-Розмарино
- Сан-Фрателло
- Сан-Марко-д'Алунціо